# BLACKFOX
『BLACKFOX』（ブラック フォックス）は、3Hz制作の日本のオリジナルアニメ映画。2019年10月5日に公開された。

## 概要
本作は、『フリップフラッパーズ』『プリンセス・プリンシパル』『ソードアート・オンライン オルタナティブ ガンゲイル・オンライン』を手掛けたStudio 3Hzがアニメーション制作を担当するSF忍者アクション作品。
総監督を務めるのは『ジョーカー・ゲーム』『風が強く吹いている』の野村和也。『A3!』で監督として抜擢された篠原啓輔が初監督を務め、脚本はゲーム業界では多くの人気タイトルを手がけるほか、『フリップフラッパーズ』『citrus』で脚本を手がけたハヤシナオキが担当している。また『ソードアート・オンライン』でメインアニメーターとして参加し、『ハイスクール・フリート』ではサブキャラクターデザインを務めた斎藤敦史が初のキャラクターデザインを担当している。
主題歌は、南條愛乃と八木沼悟志による音楽ユニットfripSideが担当。
本作との連動プロジェクトとして、特撮忍者アクション作品『BLACKFOX: Age of the Ninja』も制作され、アニメの設定をベースに、主人公の"祖先"にあたる女性忍者の姿が描かれた。

## あらすじ
近未来の大都市の一角にある忍者屋敷。そこで暮らす忍者一族・石動家の長女であり、研究者である父親に憧れる律花は、そのまま平凡で幸せな生活が続くと思っていた。しかしある日、突然何者かによって屋敷が襲撃され、律花は復讐を誓い奔走する。

## 登場人物
石動 律花（いするぎ りっか）/リリィ
声 - 七瀬彩夏
忍者一族である石動家に生まれた少女。祖父からは後継者となることを期待されているが、研究者である父親に憧れており、同じ道に進みたいと思っている。
ミア
声 - 戸松遥
頭脳明晰なサイキッカー。
メリッサ
声 - 大地葉
律花と同居している少女。
狐面の少女
声 - ???
狐仮面をかぶった謎の人物。深夜の街に現れる黒い怪人として、一般人の中で噂になっている。
アレン
声 - 土田大
律花の父。アニマルドローンなどを開発する研究者。
兵衛
声 - 津田英三
律花の祖父であり、石動家26代目当主。
ハロルド
声 - 小山力也
律花が働く探偵事務所の社長。
ローレン
声 - 飛田展男
元グラズヘイム社の研究者。潜在能力の研究に没頭している。
ブラッド
声 - 東地宏樹
ブラッドシティの大企業、グラズヘイム社の社長。
オボロ
声 - 藤原啓治
イヌの形をしたアニマルドローン。
マダラ
声 - 豊崎愛生
モモンガの形をしたアニマルドローン。
カスミ
声 - 鳥海浩輔
トリの形をしたアニマルドローン。

## スタッフ
- 総監督：野村和也
- 監督：篠原啓輔
- 脚本：ハヤシナオキ
- キャラクターデザイン：斎藤敦史
- メカニカルデザイン：片貝文洋
- アニマルドローンデザイン：安藤賢司
- プロップデザイン：あきづきりょう
- 美術デザイン：谷内優穂、大原盛仁、森川篤、石口十、川村巧
- 美術：青写真
- 美術監督：金子雄司（青写真）
- 色彩設計：野口幸恵
- 3DCG制作：Flying Ship Studio
- 3D監督：薄井俊作（Flying Ship Studio）
- 撮影：T2 studio
- 撮影監督：若林優（T2studio）
- グラフィックアート：荒木宏文
- 編集：定松剛
- 音響監督：明田川仁
- 音楽：横山克、橋口佳奈
- 主題歌：fripSide「BLACKFOX」
- 音楽制作：グッドスマイルフィルム
- プロデュース：infinite
- アニメーション制作：3Hz